# Drepanogynis hypoplea
Drepanogynis hypoplea là một loài bướm đêm trong họ Geometridae.